# 塚本鋼平
塚本 鋼平（つかもと こうへい、1977年〈昭和52年〉7月16日 - ）は、日本のバスケットボール指導者。秋田県藤里町出身。JBA公認Ｓ級コーチライセンス、JBA公認コーチデベロッパーの資格を保有している。大学卒業後、秋田県の高等学校に教員として11年間勤務。2009年から札幌大学男子バスケットボール部にてアシスタントコーチを2年間務め、2010年7月に社会評論社から『プリンストンスタイルオフェンス』を出版。2013年6月にグローバル教育出版から同じく『プリンストンスタイルオフェンス』を出版する。その後、 NBL（ナショナル・バスケットボール・リーグ）和歌山トライアンズにてアシスタントコーチ（2014-15）、西宮ストークスにてアソシエイトコーチ（2015-16）を歴任。2016年7月から公益社団法人ジャパン・プロフェッショナル・バスケットボールリーグ（B.LEAGUE）運営本部強化育成部に勤務。BクラブにU15/U18チームの設立のサポートや選手・指導者の育成に尽力し、B.LEAGUEの草創期を支えた。また、日本バスケットボール協会（JBA）技術委員会・ユース育成部会、指導者養成委員会なども兼任した。2018年6月にグローバル教育出版から出版した『ドリブルドライヴ モーション オフェンス』はベストセラーを記録。現在も全国各地で講演会や指導者講習会などを行っている。2022年11月には、福井ブローウィンズの初代ゼネラルマネージャーに就任し、クラブの立ち上げに尽力。現在は、株式会社 Zero One Basketballの代表取締役を務めている。

## 略歴
- 1996年3月：秋田県立鷹巣高等学校 卒業
- 1999年4月：北海道学生バスケットボール連盟 委員長
- 2000年3月：札幌大学 経営学部経営学科 卒業　学士（経営学）
- 2009年4月：札幌大学男子バスケットボール部 アシスタントコーチ
- 2011年3月：札幌大学大学院 経営学研究科 修了 修士（経営学）
- 2012年7月：能代市バスケの街づくり推進委員会　副委員長
- 2014年9月：NBL 2014-15 和歌山トライアンズ アシスタントコーチ
- 2015年9月：NBL 2015-16 西宮ストークス アソシエイトコーチ
- 2016年7月：公益社団法人ジャパン・プロフェッショナル・バスケットボールリーグ（B.LEAGUE）運営本部強化育成部
- 2022年11月：株式会社 Zero One Basketballを設立。代表取締役に就任。
- 2022年11月：2023-24シーズンからのB3リーグ参入を目指し、公式試合参加資格・一次審査に合格した福井ブローウィンズの初代ゼネラルマネージャーに就任。
- 2023年7月：福井ブローウィンズのゼネラルマネージャーを退任。

## 著書・監修・編訳・その他
- 『プリンストン スタイル オフェンス』ディレーク・シェリダン（著者）、佐久本智（監修）、塚本鋼平（編訳）社会評論社（2010年7月16日）ISBN 978-4784506637
- 『プリンストン スタイル オフェンス』ディレーク・シェリダン（著者）、佐久本智（監修）、塚本鋼平（編訳）グローバル教育出版 （2013年6月5日） ISBN 978-4865120028
- 『バスケットボール指導教本 改定版 下巻』公益財団法人日本バスケットボール協会（編集）、塚本鋼平（編集作業協力者）大修館書店（2016年9月15日）ISBN 978-4469268027
- 『ドリブル ドライヴ モーション オフェンス』マッズ・オルセン（著者）、塚本鋼平（監修・編訳）グローバル教育出版（2018年6月18日） ISBN 978-4865121452
- 『The Backboard Vol.3 ～戦術・戦略の紹介「プリンストンオフェンス」』JBA公認コーチ限定電子ジャーナル 公益財団法人日本バスケットボール協会（編集）（2015年）

## 論文・学会発表・その他
- 『現代におけるコーチングの傾向 - SL理論をもとにした大学バスケットボールチームの指導者へのアンケート調査と分析より』経営行動科学学会年次大会発表論文集（2011年11月26日）
- 『現代におけるコーチングの傾向 - SL理論をもとにした北海道の大学のバスケットボール選手へのアンケート調査と分析より』産業・組織心理学会大会発表論文集（2012年8月1日）